# Капачо
Капачо је насеље у Италији у округу Салерно, региону Кампанија. Капачо је део већег насеља Пестум. 
Према процени из 2011. у насељу је живело 1827 становника. Насеље се налази на надморској висини од 407 м.

## Становништво
| 1951. | 1961.  | 1971.  | 1981.  | 1991.  | 2001.  | 2011.  |
| ----- | ------ | ------ | ------ | ------ | ------ | ------ |
| 7.699 | 11.349 | 13.043 | 15.672 | 18.503 | 20.238 | 22.016 |